# Piège au soleil levant
Pour plus de détails, voir Fiche technique et Distribution.
Piège au soleil levant (Into the Sun) est un film d'action américano-japonais réalisé par Christopher Morrison et sorti en 2005, dont Steven Seagal est à la fois scénariste et acteur principal.

## Synopsis
Après l'assassinat du gouverneur de Tokyo par des membres des yakuzas, le chef du bureau de la CIA à Tokyo prend contact avec l'agent Travis Hunter qui a été élevé au Japon et entraîné par un ancien yakuza. Grâce à son ancien réseau, il s'aperçoit rapidement qu'une guerre couve entre l'ancienne garde yakuza et Kuroda, un nouveau leader ambitieux, qui entretient des relations avec les triades chinoises. 
Combattant aux côtés des loyalistes, tuant ou abandonnant les blessés à leur sort, Hunter se trace une voie jusqu'aux plus influents membres du gang.

## Fiche technique
- Titre : Piège au soleil levant
- Titre original : Into the Sun
- Réalisateur : Christopher Morrison (crédité sous le nom de Mink)
- Scénariste : Steven Seagal, Joe Halpin et Trevor Miller
- Producteur : Steven Seagal
- Musique : Stanley Clarke et Steven Seagal sur plusieurs chansons
- Pays d’origine :  États-Unis,  Japon
- Langue originale : anglais, japonais
- Genre : action et espionnage
- Durée : 97 minutes
- Dates de sortie :
  - États-Unis : 15 février 2005
  - Corée du Sud : 20 mai 2005
  - Japon : 26 novembre 2005[1]

## Distribution
- Steven Seagal : Travis Hunter
- Matthew Davis : Sean
- Takao Ōsawa : Kuroda
- Eddie George : Jones
- William Atherton : Agent Block
- Juliette Marquis : Jewel
- Kōsuke Toyohara : Fudo-Myô Ô
- Akira Terao : Matsuda
- Chiaki Kuriyama : Ayako